# ノエル・ギャラガーズ・ハイ・フライング・バーズ (アルバム)
『ノエル・ギャラガーズ・ハイ・フライング・バーズ』（Noel Gallagher's High Flying Birds）は、イギリスのミュージシャン、ノエル・ギャラガーのソロ・デビュー・アルバム。
ノエルにデイヴ・サーディとの共同プロデュース。

## 収録曲
全作詞・作曲：ノエル・ギャラガー
1. エヴリバディズ・オン・ザ・ラン - Everybody's on the Run
2. ドリーム・オン - Dream on
  - アルバムからの4枚目のシングル。
3. イフ・アイ・ハッド・ア・ガン - If I Had a Gun...
  - アメリカではアルバム発売前のリード・シングルとしてリリース。イギリスでは3枚目のシングルとしてリリース。
4. ザ・デス・オブ・ユー・アンド・ミー - The Death of You and Me
  - デビューソング、1枚目のシングル。
5. （アイ・ウォナ・リヴ・イン・ア・ドリーム・イン・マイ） レコード・マシーン - (I wanna Live in a Dream in My) Record Machine
  - オアシス時代に書かれていた曲。
6. AKA…ホワット・ア・ライフ! - AKA... What a Life!
  - 英国ではアルバムと同時発売の2枚目のシングル。
7. ソルジャー・ボーイズ・アンド・ジーザス・フリークス - Soldier Boys and Jesus Freaks
8. AKA…ブロークン・アロー - AKA... Broken Arrow
9. （ストランディッド・オン） ザ・ロング・ビーチ - (Stranded on) The Wrong Beach
10. ストップ・ザ・クロックス - Stop the Clocks
  - オアシス時代から温めていた楽曲で、ベスト・アルバムのタイトルにもなっていた。
11. ア・シンプル・ゲーム・オブ・ジニアス - A Simple Game of Genius
  - 日本盤およびUKデジタルダウンロード版のボーナス・トラック。
12. ザ・グッド・レベル - The Good Rebel
  - 日本盤およびUS Deluxe editionのボーナス・トラック。

### 初回生産限定盤DVD
1. イッツ・ネヴァー・トゥ・レイト・トゥ・ビー・ホワット・ユー・マイト・ハヴ・ビーン（アルバムメイキング） - It's Never Too Late to Be What U Might Have Been (The Making of Noel Gallagher's High Flying Birds)
2. ザ・デス・オブ・ユー・アンド・ミー（ビデオ） - The Death of You and Me (Video)
3. ザ・デス・オブ・ユー・アンド・ミー（ビデオ・メイキング映像） - The Making of 'The Death of You and Me' Video

## 備考
- アルバムタイトルとソロ活動時の名称となった「ノエル・ギャラガーズ・ハイ・フライング・バーズ」の由来は、ピーター・グリーンズ・フリートウッド・マックのように「人物の名前とバンド名」を構想している最中にジェファーソン・エアプレインのCDを発見し、そこに収録されていた「ハイ・フライング・バーズ」が目に入ったときに閃いたことから。
- 「レコード・マシーン」と「ストップ・ザ・クロックス」は、オアシス時代のデモ音源やライブ音源がリークされ、ファンやメディアの間では有名な未発表曲として扱われていた。また、以前からノエル自身も作曲して来た中でもベストなうちの1曲と度々発言していた。
- 「エヴリバディズ・オン・ザ・ラン」「イフ・アイ・ハッド・ア・ガン」「ザ・デス・オブ・ユー・アンド・ミー」の3曲は、オアシス最後のツアー時にライブ前のサウンドチェックで弾き語りやバンド演奏しており、これを隠し撮りされたものがインターネットに流出している。
- 本作と同時進行でAmorphos Androgynuosと共に制作作業していたアルバムには、本作からの数曲を別バージョンとして収録し2012年には発売されるとノエルはアナウンスしていた。それに先駆け、「ドリーム・オンの」B面として「イフ・アイ・ハッド・ア・ガン」は「Shoot a Hole Into the Sun」に、「エヴリバディズ・オン・ザ・ラン」のB面としてAKA…ホワット・ア・ライフ!は「AKA... What a Life!" (The Amorphous Androgynous Remix)」として別バージョンが収録されている。しかし2011年末頃からノエルがこの作品の出来に不満を感じ、時間が経つたびに辛辣な発言が増え、発売は無期延期となっている。次作として2015年に『チェイシング・イエスタデイ』が発売された。